# فيسال ألييف
فيسال ألييف (بالأذرية:Vüsal Əliyev)، حكم كرة قدم أذربيجاني دولي، من مواليد 1970.
يحكم في دوري أذربيجان الممتاز منذ عام 2002 حتى الآن.